# Bashkimi Demokratik për Integrim
Die Bashkimi Demokratik për Integrim (BDI, mazedonisch Демократска Унија за Интеграција Demokratska Unija za Integracija, zu Deutsch Demokratische Union für Integration) ist die größte politische Partei der albanischen Minderheit in Nordmazedonien und die drittgrößte im Land. Sie wurde am 5. Juni 2002 gegründet, unmittelbar nach dem Ende des Konflikts im Land. Vorsitzender ist seit der Parteigründung der ehemalige Kommandant der UÇK in Nordmazedonien, Ali Ahmeti.

## Ideologie
Die BDI sieht sich als Bewahrerin der Rechte der Albaner in Nordmazedonien. Sie ist die direkte Nachfolge-Organisation der militanten UÇK (Nationale Befreiungsarmee), die 2002 aufgelöst wurde.
Im Wahlkampf zu den Parlamentswahlen 2020 forderte die Partei Albanisch zum Pflichtfach in allen Schulen zu machen, einschließlich für Kinder der slawischen Bevölkerungsmehrheit. Die Nationalhymne sollte umgeschrieben werden, um den multiethnischen Charakter Nordmazedoniens zu reflektieren. Und alle wichtigsten Behörden sollten paritätisch mit je einem Mazedonier und einem Albaner besetzt werden. Zur Voraussetzung für jegliche Koalitionsgespräche machte die Partei zudem die Wahl eines Ministerpräsidenten aus der albanischen Bevölkerungsgruppe.

## Geschichte
Bei den Parlamentswahlen 2002 erlangte sie 11,9 Prozent der Wählerstimmen (70 Prozent der Albaner) und 16 von 120 Sitzen im Parlament. Die BDI ging eine Koalition mit den Sozialdemokraten und den Liberaldemokraten ein.
2006 erlangte die Koalition zwischen der BDI, der albanischen Partei für Demokratische Prosperität und der Demokratischen Bosniakischen Liga 12,2 Prozent der gesamten Stimmen und 18 Sitze von 120.
2008 wurden neue Parlamentswahlen eingeleitet, weil die Albanische Demokratische Partei (PDSH) aus dem Bündnis mit der VMRO-DPMNE austrat, da diese die Unabhängigkeit des Kosovos nicht anerkennen wollte. Bei diesen Wahlen erlangte die BDI 12,8 Prozent der Wählerstimmen und wieder 18 Sitze im Parlament. Sie ging eine Koalition mit der VMRO-DPMNE ein und wurde Teil der Regierung. Der Wahlkampf wurde durch eine Vielzahl von Übergriffen überschattet. Die BDI erlitt die meisten Übergriffe. So wurde auf den Parteivorsitzenden Ali Ahmeti ein Anschlag verübt und zahlreiche BDI-Parteibüros wurden angegriffen. Ahmeti beschuldigte dafür die rivalisierende PDSH und „Strukturen des Innenministeriums“. Die kleine Albaner-Partei PPD fusionierte nach den Wahlen mit der PDSH.
Auch nach den  Parlamentswahlen 2011 blieb die BDI an der Regierung. Die VMRO-DPMNE hatte ihre absolute Mehrheit verloren und war so noch mehr auf einen Koalitionspartner angewiesen. Die BDI konnte 15 Sitze erreichen und stellt in der Regierung sieben Minister.
Bei den Parlamentswahlen 2014 erreichte sie 19 der 123 Sitze.
Am 5. Juni 2014 wurde Ali Ahmeti zum Parteivorsitzenden wiedergewählt. Die 675 anwesenden Delegierten stimmten einstimmig für eine weitere vierjährige Amtszeit.
Im April 2016 beschloss die Partei während einer tiefgreifenden politischen Krise im Land, alle ihre Minister in der Regierung abzuberufen. Daraufhin sind alle zur BDI zugehörigen Ministerposten durch neue Parteimitglieder besetzt worden.